# Муйеме, Жорж
Жорж Л. Муйеме-Элонг (фр. Georges L. Mouyémé-Elong, род. 15 апреля 1971, Дуала) — камерунский футболист, игравший на позиции нападающего. Выступал за ряд французских и немецких клубов. Участник чемпионата мира 1994 года в составе национальной сборной Камеруна.

## Клубная карьера
Жорж Муйеме родился в камерунском городе Дуала, однако начал выступления на футбольных полях в французском клубе из низших дивизионов «Сен-Ло», в котором играл до конца 1991 года. В начале 1992 года камерунский футболист стал игроком другого французского клуба «Труа», в котором играл до середины 1994 года. Муйеме регулярно отличался за «Труа», забив 13 голов в первом сезоне и 17 во втором. Следующим клубом нападающего стал также французский клуб «Анже», в котором он играл до конца 1996 года.
В начале 1997 года Жорж Муйеме стал игроком немецкого клуба «Хомбург», в котором играл до конца 1998 года. В течение 1999—2000 годов Муйеме защищал цвета другого немецкого клуба «Айнтрахт» (Трир). В 2001 году камерунский футболист непродолжительное время играл в составе китайского клуба «Шеньян Цзиньде». В следующем году камерунец играл в составе греческого клуба «Ханья». В 2003 году перешёл в клуб «Париж» и в следующем году завершил выступления на футбольных полях.

## Карьера в сборной
14 апреля 1991 года дебютировал в официальных матчах в составе национальной сборной Камеруна против Гвинеи (0:0) в матче отбора на Кубок африканских наций 1992 года.
В составе сборной был участником чемпионата мира 1994 года в США и принял участие в одном матче группового этапа против Швеции (2:2). Два года спустя был вызван на Кубок африканских наций 1996 года в ЮАР, где принял участие в двух матчах группового этапа против ЮАР (0:3) и Анголы (3:3). В матче против Анголы вышел на замену и сумел отличиться, забив второй гол своей команды в матче, однако его команда снова не сумела выйти из группы. Это был его последний матч в футболке сборной.
Всего в течение карьеры в национальной команде, продолжавшейся 6 лет, провёл в её форме 13 матчей, забив 7 голов.